# Tálknafjörður
Tálknafjörður (is. Tálknafjarðarhreppur) è un comune islandese della regione di Vestfirðir.